# 뉴홀랜드 (오스트레일리아)
뉴홀랜드(영어: New Holland, 네덜란드어: Nieuw-Holland)는 오스트레일리아 본토의 역사적인 유럽 이름이다.
이 이름은 1644년 네덜란드인 선원 아벌 타스만에 의해 오스트레일리아에 처음 적용되었다. 이 이름은 해안선이 최종적으로 탐험된 후에도 대부분의 유럽 지도에서 자랑스러운 "서던랜드" 또는 테라 아우스트랄리스에 적용되었다.